# Гробница Иосифа
Гробница Иосифа (ивр. קבר יוסף‎; араб. قبر يوسف‎) — древний погребальный памятник на окраине города Наблус на Западном берегу реки Иордан. Согласно еврейской и мусульманской традиции, здесь похоронен праотец Иосиф.
Гробница расположена у восточного въезда в долину, разделяющую горы Гризим и Эваль, в 300 м к северо-западу от колодца Иакова, недалеко от Тель-Балата — места, на котором в бронзовом веке находился библейский город Шхем (Сихем).

## История

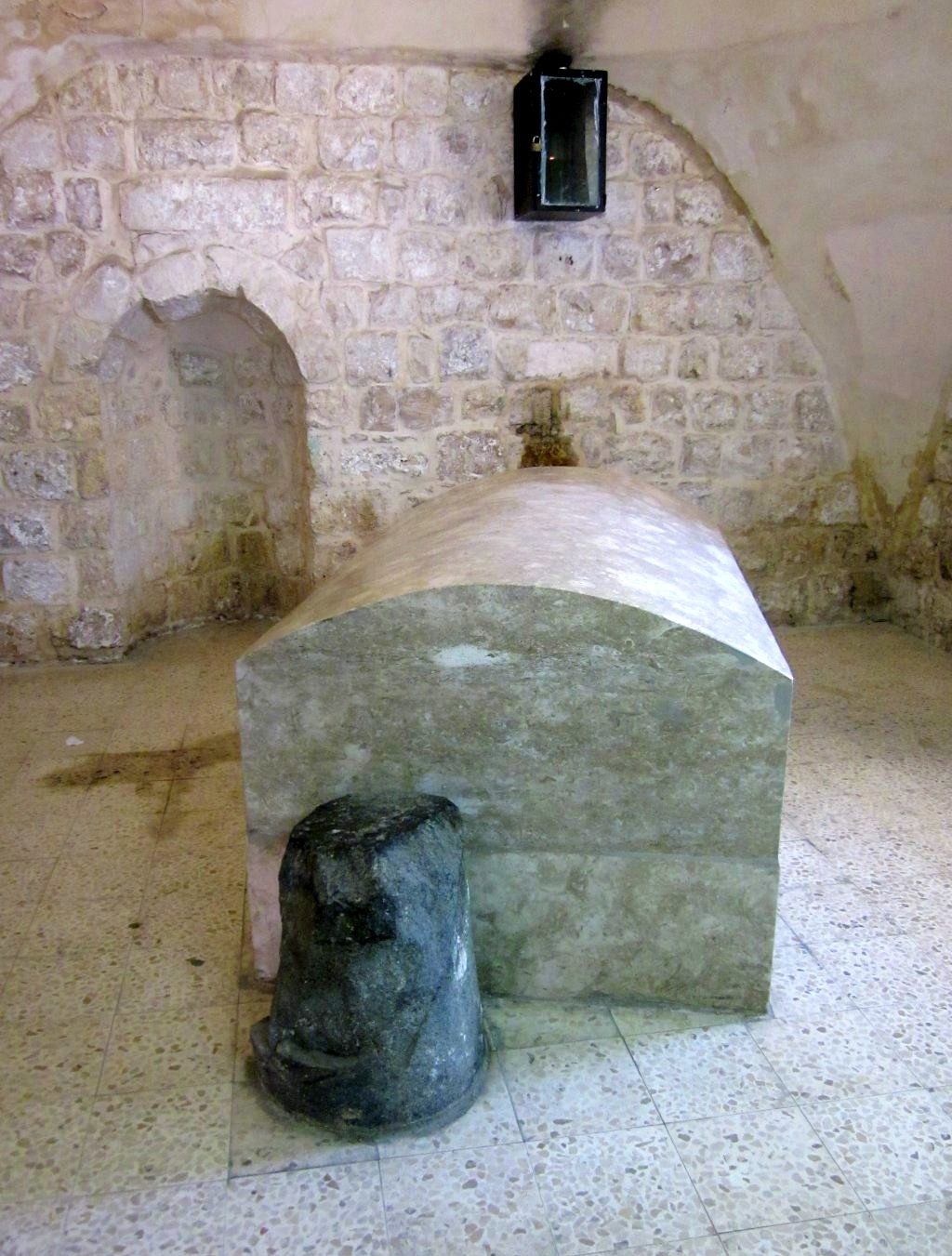
Могила Иосифа.

Библия повествует (Нав. 24:32) о том, как кости умершего в Египте праотца Иосифа были захоронены в Сихеме.
На протяжении многих веков гробница Иосифа почиталась членами всех различных религиозных сообществ Палестины — евреями, самаритянами, христианами и мусульманами. Наиболее ранние из сохранившихся записей о гробнице Иосифа в Шхеме относятся к IV веку н. э.. В средние века она была известным местом паломничества, о ней пишут Вениамин Тудельский и другие иудейские путешественники.
Нынешнее сооружение, представляющее собой небольшое прямоугольное помещение с кенотафом, датируется 1868 годом и считается вполне современным религиозным комплексом, лишённым каких-либо следов древних строительных материалов.
В то время как некоторые ученые, такие как Кеннет Китчен и Джеймс Хоффмейер подтверждают историчность библейского Иосифа, многие другие, такие как Дональд Редфорд, утверждают, что его существование «не подтверждается фактами».
Современной науке ещё предстоит определить, имеет ли отношение существующий кенотаф к древнему библейскому захоронению. Ни еврейские, ни христианские источники до IV века не упоминают о существовании могилы, а сооружение, первоначально возведённое над ней, предполагается, было построено самаритянами, для которых место захоронения Иосифа являлось, вероятно, священным.
Привязка Гробницы Иосифа к колодцу Иакова дается в записках христианского паломника Феодосия (518—520) , к Тель-Балата (точнее, к расположенной на этом холме арабской деревне Балата) — в книге XVI века «Yiḥus ha-tsadiḳim». Согласно современной самаритянской традиции, гробница Иосифа находится в другом месте неподалеку от горы Гризим.

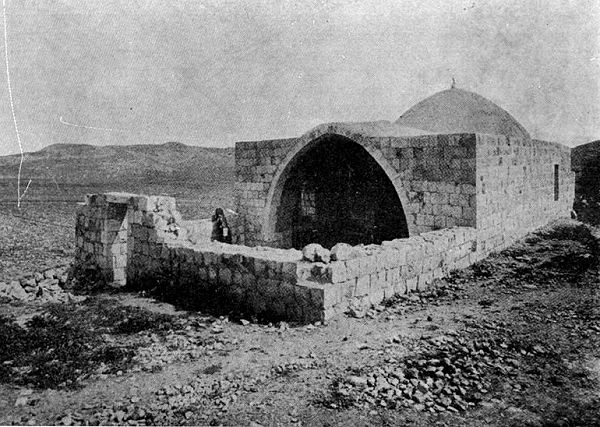
В начале XX века.

За свою долгую историю, гробница Иосифа стала свидетельницей интенсивного религиозного конфликта. В начале византийского периода самаритяне и христиане спорили между собой о доступе и праве собственности на место захоронения, что приводило к ожесточённым столкновениям. После того как в 1967 году Израиль захватил Западный берег реки Иордан, мусульманам был запрещён вход в гробницу, и гробница стала доступна только лицам иудейского вероисповедания. После этого, межрелигиозные трения и конфликты с выражением конкурирующих еврейских и мусульманских претензий на гробницу только участились. После подписания соглашений в Осло место расположения захоронения подпало под юрисдикцию Палестинской национальной администрации (ПНА), однако гробница осталась под охраной Армии обороны Израиля (АОИ), а запрет на отправление религиозных обрядов мусульманами остался в силе. В самом начале интифады Аль-Аксы в 2000 году, сразу после передачи гробницы ПНА, она была разграблена и разрушена палестинской толпой. После повторной оккупации Наблуса в 2002 году во время операции АОИ под названием «Защитная стена» группы еврейских паломников начали совершать периодические визиты в гробницу. С 2009 по 2010 год сооружение было отремонтировано, установлен новый купол, а визиты еврейских верующих были возобновлены. В 2015 году, на фоне новой волны насилия, толпа палестинцев забросала гробницу зажигательными бомбами, однако огонь был оперативно потушен силами ПНА до прихода подразделений АОИ и не причинил особого вреда могиле.